# Dichagyris squalorum
Dichagyris squalorum là một loài bướm đêm trong họ Noctuidae.